# Мартін Ньюелл
Мартін Ньюелл (англ. Martin Newell) — вчений британського походження, що спеціалізується на комп'ютерній графіці який, мабуть, найбільш відомий як творець комп'ютерної моделі чайнику Юта (англ. Utah teapot).
До еміграції в США він працював у CADCentre в Кембриджі, Велика Британія, разом зі своїм братом, д-р Річардом (Дік) Ньюеллом. У CADCentre два Ньюелли та Том Санча розробили алгоритм Ньюелла — метод усунення циклічних залежностей, яки виникають при упорядкованні полігонів для відображення графічною системою.
Ньюелл розробив чайник Юта в 1975 році під час роботи над дисертацією в Університеті штату Юта, де він також брав участь у розробці варіації алгоритму художника для рендеринга. Закінчив університет в 1975 році, і був на факультеті Юта з 1977 по 1979 рік. Пізніше він працював у Xerox PARC, де він працював над мовою JaM, попередником PostScript. JaM — скорочення від «John and Martin» де John — Джон Варнок, співзасновник компанії Adobe Systems.
Мартін Ньюелл заснував компанію Ashlar по розробці САПР в 1988 році. У 2007 році Мартін Ньюелл був обраний членом Національної інженерної академії. Він недавно вийшов на пенсію, як співробітник Adobe Systems.